# Karl Munzinger (Theologe)

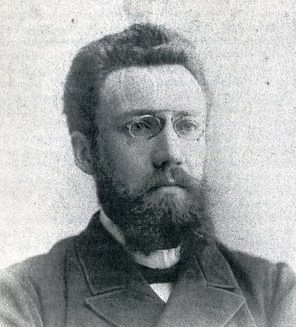
Pfarrer Karl Munzinger

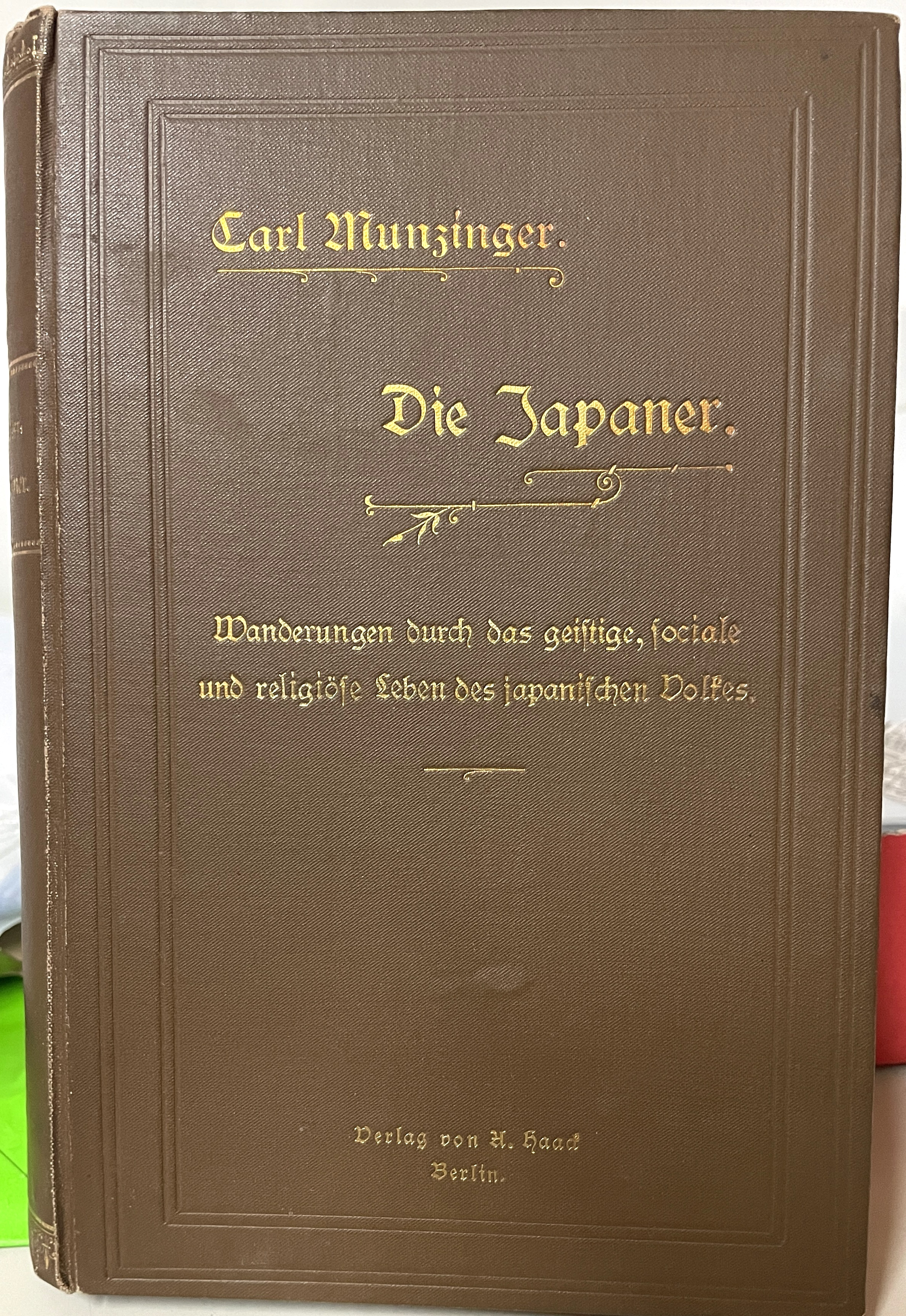
„Die Japaner“, 1898

Karl Munzinger, öfter Carl Munzinger (* 11. Juli 1864 in Quirnbach; † 21. Oktober 1937 in Heidelberg), war ein deutscher evangelischer Pfarrer, Japan-Missionar und Buchautor.

## Biografie
Munzinger wurde in Quirnbach bei Kusel, in der Rheinpfalz, als Sohn des Bierbrauers Adolf Munzinger und dessen Ehefrau Charlotte geb. Leppla geboren. Der Vater avancierte später zum Bürgermeister der Gemeinde.
Karl Munzinger besuchte die Lateinschule in Kusel, danach das Gymnasium Zweibrücken und studierte ab 1883 in München, Straßburg, Heidelberg und Berlin. Am 11. Dezember 1887 erfolgte in der Lutherkirche Kaiserslautern die Ordination für die Vereinigte Protestantisch-Evangelisch-Christliche Kirche der Pfalz. Zunächst Pfarrverweser in Otterberg, dann in Bosenbach und Stadtvikar in Kusel, wurde Munzinger auf eigenen Wunsch am 1. Mai 1889 beurlaubt, um Missionar zu werden.
Der Allgemeine Evangelisch-Protestantische Missionsverein suchte einen dritten Missionar für Japan und der junge Geistliche fühlte sich zur Übernahme dieser Stelle berufen. Nach intensiven Englischstudien trat Munzinger die Überfahrt an und landete am 28. Februar 1890 in Tokyo. In Japan betätigte er sich mit großem Eifer in seinem Amt. Dazu erlernte er Japanisch in Wort und Schrift. Wegen schwerer Erkrankung begab sich Karl Munzinger im Winter 1895/96 auf Heimaturlaub. Man riet ihm hier dringend von einer Rückkehr nach Japan ab und er trat wieder in den Dienst der Pfälzischen Landeskirche ein.
Am 20. Februar 1896 wurde er Pfarrer in Sausenheim, heute ein Ortsteil von Grünstadt. Noch im selben Jahr heiratete er die Pfarrerstochter Emma Ruf. Hier in Sausenheim verfasste er das Buch Die Japaner, in dem er über sein Missionsland und seine dortige Tätigkeit berichtete. Es erschien 1898 im Haack Verlag Berlin.
1901 übernahm Munzinger die Pfarrei Zweibrücken, 1911 wurde er Dekan in Kusel, 1920 in Landau. 1921 avancierte er zum Kirchenrat, 1924 zum Oberkirchenrat und ging am 1. Januar 1933 in Pension. Der Kirchenmann galt als engagierter Gegner der Pfälzischen Separatistenbewegung. Als 1924 der britische Generalkonsul von Bayern, Robert Henry Clive, im Auftrag der interalliierten Rheinlandkommission vor Ort die Lage prüfen wollte, versuchten die französischen Besatzungsbehörden ein Zusammentreffen mit der einheimischen Delegation zu verhindern. Hier schaltete sich Karl Munzinger mit seinen guten Englischkenntnissen ein und schilderte die Lage eingehend, was zum baldigen Ende der Autonomieregierung beitrug. 
Schon 1899 hatte er das Schauspiel Die Protestation verfasst, 1929 das Festspiel Um Glauben und Gewissen. Weitere Werke waren Die Psychologie der japanischen Sprache und Japan und die Japaner.
Karl Munzinger starb 1937 in Heidelberg.